# Mac OS X Tiger
Mac OS X 10.4 Tiger è la quinta versione principale del sistema operativo macOS sviluppato da Apple Inc. per i computer Macintosh. L'amministratore delegato di Apple Steve Jobs ha presentato un'anteprima di Tiger durante il keynote del Worldwide Developers Conference il 28 giugno 2004. Il sistema operativo è stato ufficialmente presentato al pubblico il 29 aprile 2005 e il 6 giugno 2005. Il CEO Apple ha annunciato che in sei settimane ne sono state vendute due milioni di copie rendendolo il sistema operativo Apple di maggior successo fino a quel momento. Prende il posto della versione Mac OS X Panther e dopo circa due anni viene sostituito da Mac OS X Leopard.

## Nuove caratteristiche

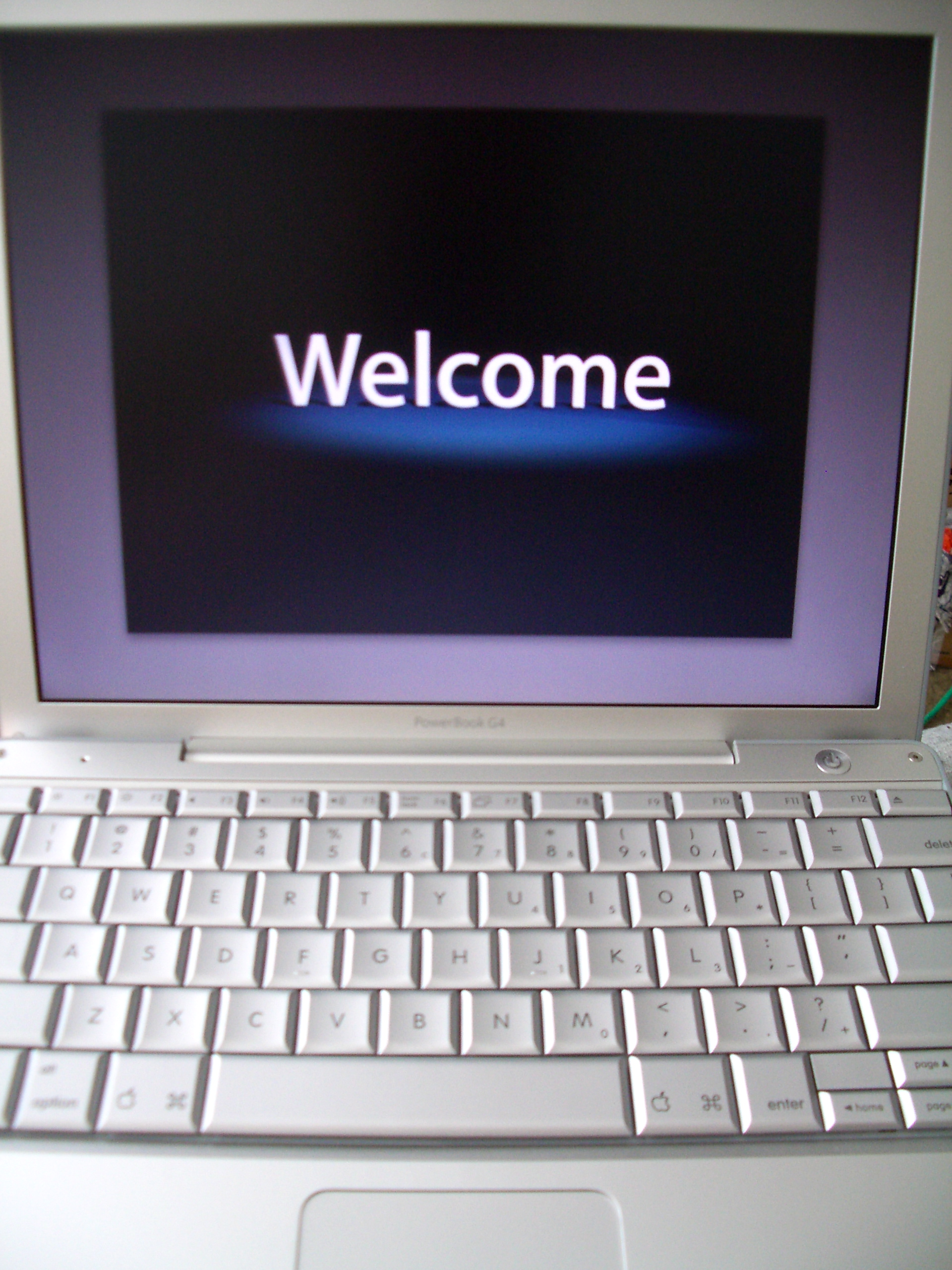
Il video di benvenuto su un PowerBook G4

Apple ha dichiarato che il sistema operativo ha oltre duecento nuove caratteristiche e migliorie rispetto alla precedente versione, tra le quali le maggiori sono:
- Spotlight, un avanzato sistema di ricerca dei dati contenuti nel disco rigido dell'utente. Questa tecnologia utilizza i metadati dei file per effettuare ricerche anche all'interno degli stessi. Quindi una ricerca della parola "Mario" produrrà come risultato non solo tutti i file che nel nome hanno la parola Mario ma anche i documenti che contengono il termine al loro interno. La ricerca si estende anche alle schede della rubrica indirizzi, alle e-mail e alle schede di iCal (agenda appuntamenti). Spotlight è capace di cercare in base ad ogni proprietà dei file come data di creazione, esposizione di una foto, durata, dimensione, bitrate e altre numerose caratteristiche. Spotlight è aggiornabile tramite plug-in che permettono un riconoscimento di un maggior numero di file e proprietà.
- Cartelle smart cartelle aggiornate dinamicamente tramite Spotlight.
- Cartelle di Masterizzazione cartelle del Finder che contengono alias e all'occorrenza possono essere masterizzate su un CD o DVD, usando un supporto media Apple. È anche possibile utilizzare un altro supporto, installando PatchBurn.
- iChat AV ora supporta fino a 4 utenti in videoconferenza e 10 in audio conferenza.
- Lettore di RSS e Atom web syndication incluso nel browser di sistema Safari.
- Supporto per il Safe Sleep o ibernazione.
- Un'interfaccia per delle mini-applicazioni (widgets) formate dall'unione di HTML, CSS e JavaScript chiamato Dashboard: si tratta di applicazioni come una calcolatrice, un orologio, immagini inviate da una webcam, ecc. da richiamare con la pressione di un tasto.
- Un programma per scrivere script chiamato Automator che usa Apple Script per legare più applicazioni e ottenere degli script sviluppati in modo grafico.
- Utility VoiceOver, un'interfaccia vocale integrata nel SO per permettere la lettura a video e il comando del sistema operativo e le applicazioni tramite comandi vocali.
- Miglioramenti alla sincronizzazione con .Mac.
- Un aggiornamento del kernel per ottimizzare la gestione delle risorse bloccate dagli applicativi, supporto per la memoria indirizzata a 64-bit.
- Xcode 2.0, include un gestore grafico delle varie classi di un programma e un debugger grafico.
- Pieno supporto alle applicazioni a 64-bit e ovviamente piena compatibilità con le precedenti applicazioni e 32-bit.
- Un nuovo sottosistema che contiene il motore di indicizzazione che viene utilizzato per creare i meta-data utilizzati dal sistema operativo per realizzare delle viste con criteri particolari. Per esempio si può creare una directory virtuale contenente tutti i file AVI prodotti dopo il 2003 dall'utente John.
- Un nuovo sottosistema grafico chiamato Core Image che sfrutta la potenza delle moderne schede grafiche per ridurre il carico di lavoro del processore.
- QuickTime supporta la standard di codifica video H.264/AVC che attualmente offre la miglior qualità video rapportata alla dimensione del filmato.
- Parental controls, un sistema per permettere un controllo maggiore dei siti e dei contatti di chat ed e-mail per alcuni utenti.
- Assistente Boot Camp (a partire dalla versione 10.4.4 e solo per macchine Intel), utility che consente l'installazione di un sistema operativo Windows e assiste l'utente nella configurazione. Ovviamente non è presente sui Mac PowerPC.

## Nuovi programmi
- Grapher - Grapher è un nuovo programma in grado di creare rappresentazioni 2D e 3D di funzioni matematiche.
- Dictionary - Un nuovo dizionario basato sugli Oxford American Dictionaries con sinonimi e contrari. Il programma è dotato di una grafica essenziale per facilitare le ricerche e può essere richiamato da altri programmi tramite un menu contestuale che si integra nel WebKit e tramite il menu dei servizi di Cocoa. Il dizionario può essere richiamato tramite una combinazione di tasti (⌃⌘D di default) che cercherà il termine evidenziato col mouse. Il programma si integra anche col widget fornito con il sistema operativo. Il principale limite del dizionario è il non-adattamento alla lingua locale. Il dizionario infatti contiene solamente termini inglesi e anche le definizioni sono date in inglese.
- Quartz Composer - Quartz Composer è un programma dedicato agli sviluppatori che vogliono utilizzare le nuove caratteristiche del motore grafico.

## Miglioramenti
- Una versione aggiornata del kernel che gestisce meglio il blocco delle risorse condivise, il supporto per la gestione della memoria a 64 bit e la gestione della access controll list.
- Un nuovo demone che si occupa dell'avvio dei programmi e dei servizi chiamato launchd che accelera l'attivazione del sistema operativo.
- La finestra di dialogo della stampante ora consente di creare direttamente file PDF dal documento da stampare, di inviare i PDF attraverso il client di posta elettronica Mail e di svolgere altre azioni con i PDF generati. Tuttavia alcune critiche hanno colpito questa miglioria dato che diversi utenti trovano poco intuitiva la gestione tramite menù e avrebbero preferito delle icone associate alle varie azioni.
- Il menu del dock ora consente di impostare l'apertura delle varie applicazioni all'avvio.
- Il menu finestra del Finder ora consente di scorrere fra le finestre aperte.
- La finestra di informazioni del Finder include la voce altre informazioni che contiene alcune informazioni catalogate da Spotlight come la dimensione di un'immagine o l'ultima volta che è stata aperta, ecc.

## Tecnologie
- Una nuova unità dedicata alla gestione della grafica chiamata Core Image accessibile tramite API che utilizza la GPU della scheda grafica per svolgere le trasformazioni grafiche.

Core Image consente agli sviluppatori di svolgere una ampia serie di trasformazioni grafiche come convoluzioni, filtraggi, elaborazioni prospettiche utilizzando la scheda grafica e quindi scaricando il processore dal compito di svolgere queste elaborazioni (richiede una scheda grafica Core Image-capable ossia almeno una ATI Radeon 9550 oppure una GeForce FX 5200)
- Delle nuove API dedicate alla costruzione e gestione di strutture dati chiamate Core Data.

Core Data aiuta lo sviluppatore a creare le strutture dati per le sue applicazioni. Core Data gestisce gli undo, i redo e i salvataggi delle strutture dati facilitando lo sviluppo delle applicazioni.
- Delle nuove API chiamate Core Video e rivolte alla manipolazione del flussi video, queste API utilizzano Core Image per svolgere le manipolazioni.

Il programma Apple Motion utilizza questa tecnologia per realizzare gli effetti video in tempo reale. Questa infatti è una delle applicazioni per cui è stata sviluppata questa tecnologia.
- Core Audio presentato con il Mac OS X 10.3 Panther integra nel sistema operativo una serie di funzionalità dedicate al trattamento dei flussi audio.

## Modifiche alla GUI
In ogni nuova versione del Mac OS X Apple apporta delle modifiche all'interfaccia grafica. In Tiger appare in alto a destra una lente di ingrandimento colorata di blu che se premuta attiva la tecnologia di ricerca Spotlight. Inoltre la barra dei menu, a differenza delle versioni precedenti di MacOS, non presenta più le striature orizzontali ma piuttosto un più moderno effetto lucido.

## La concorrenza
Tiger sembra avere tutte le caratteristiche per competere col nuovo sistema operativo Microsoft, Vista, disponibile da gennaio 2007, ma Microsoft per rispettare questa scadenza ha deciso di posticipare alcune delle nuove tecnologie legate al file system. Date le somiglianze tra le tecnologie di Tiger e del prototipo di Vista, Longhorn, Apple ha deciso di "giocare" col concorrente e durante il WWDC ha riempito il palazzo della presentazione con manifesti contenenti i seguenti slogan:
- "Introducing Longhorn" (presentando Longhorn)
- "Redmond, start your photocopiers" (Redmond, accendi le fotocopiatrici)
- "Redmond, we have a problem" (Redmond, abbiamo un problema)
- "This should keep Redmond busy" (questo dovrebbe tenere Redmond occupata)

Sul piano dell'interfaccia grafica, c'è da aggiungere come altro concorrente KDE 4, la versione del K Desktop Environment dedicato al mondo Linux.

## Cause legali e polemiche
Dopo la presentazione del sistema operativo Apple è stata citata a giudizio dal negozio online di hardware Tigerdirect.com per violazione di un marchio registrato. Il negozio sosteneva che il nome del sistema operativo dell'Apple generava confusione tra i potenziali acquirenti del negozio. Il giudice del caso ha rigettato le accuse della TigerDirect.com affermando che la presunta confusione degli acquirenti è improbabile.
Apple è stata accusata dalla società Konfabulator di aver copiato il loro omonimo programma per realizzare Dashboard. Apple si è difesa sostenendo di essersi basata sulla vecchia tecnologia degli accessori da scrivania presente dal System 6.

## Tiger x86
Nel 2005 durante il Worldwide Developers Conference Steve Jobs CEO di Apple ha annunciato che la compagnia intendeva far migrare i computer Macintosh sotto architettura X86. Durante la conferenza ha mostrato una versione di Tiger funzionante sui un PC dotato di processore Intel. Jobs affermò che la migrazione sarebbe iniziata nella seconda metà del 2006 e che, per facilitare la migrazione dei programmi, Apple avrebbe messo a disposizione degli sviluppatori il Developer Transition Kit, un kit di sviluppo basato su Tiger per x86 e su un PowerMac dotato di processore Intel.
Il kit di sviluppo include l'emulatore Rosetta, un programma nato per poter utilizzare programmi scritti per PowerPC su piattaforme Intel. Il kit di sviluppo è disponibile solo per gli sviluppatori certificati e non è in vendita all'utente finale.
Poco dopo la diffusione del kit di sviluppo sulle reti peer-to-peer sono iniziate a circolare copie contraffatte del sistema operativo in grado di essere installate anche su macchine non Apple, nonostante il sistema fosse dotato di alcuni elementi che avrebbero dovuto impedirne l'installazione.
Il 10 gennaio 2006, durante il Macworld di S. Francisco, Steve Jobs presentò, con sei mesi di anticipo sulla tabella di marcia, i primi Macintosh con processore Intel in vendita al pubblico, tutti venduti con una versione per x86 di Tiger 10.4.4 preinstallata. Questa versione di Tiger non è mai stata messa in vendita separatamente (in quanto i Mac con cpu x86 ne erano già dotati) e non ne è legalmente consentita l'installazione su macchine non Apple.

## Storia delle versioni
- Mac OS X 10.4 (build 8A428), distribuito il 29 aprile 2005
- Mac OS X 10.4.1 (build 8B15), distribuito il 17 maggio 2005
- Mac OS X 10.4.2 (build 8C46), distribuito il 12 luglio 2005
  - Mac OS X v10.4.2 (build 8E45), distribuito il 19 ottobre 2005. Esclusivamente per i PowerBook G4 distribuiti nella stessa data.
  - Mac OS X v10.4.2 (build 8E90), distribuito il 19 ottobre 2005. Esclusivamente per i Power Mac G5 S Dual e Quad distribuiti nella stessa data.
- Mac OS X 10.4.3 (build 8F46), distribuito il 31 ottobre 2005
- Mac OS X 10.4.4 (build 8G32), distribuito il 10 gennaio 2006. Da questa versione in poi Tiger viene fornito anche per x86, in abbinamento alle macchine Apple dotate di cpu Intel.
- Mac OS X 10.4.5 (build 8H14), distribuito il 15 febbraio 2006
- Mac OS X 10.4.6 (PowerPC: build 8I109, Intel: build 8I1102), distribuito il 4 aprile 2006
- Mac OS X 10.4.7 (PowerPC: build 8J135, Intel: build 8J2135), distribuito il 27 giugno 2006
- Mac OS X 10.4.8 (PowerPC: build 8L127, Intel: build 8L2127), distribuito il 29 settembre 2006
- Mac OS X 10.4.9 (PowerPC: build 8P135, Intel: build 8P2137), distribuito il 13 marzo 2007
- Mac OS X 10.4.10 (PowerPC: build 8R218, Intel: build 8R2218), distribuito il 20 giugno 2007
- Mac OS X 10.4.11 (PowerPC: build 8S165, Intel: build 8S2167), distribuito il 14 novembre 2007